# Tortuguero Conservationi Area
Tortuguero Conservationi Area är ett naturreservat i Costa Rica.   Det ligger i provinsen Limón, i den centrala delen av landet, 50 km nordost om huvudstaden San José.